# Croisière pour l'inconnu
Pour plus de détails, voir Fiche technique et Distribution.
Croisière pour l'inconnu est un film français réalisé par Pierre Montazel, sorti en 1948. C'est son premier long métrage.

## Résumé
Kohlman, le fondé de pouvoir de la banque Fournil, détourne l'argent de l'établissement. Pour dissimuler ses malversations, il imagine de supprimer le directeur, le jeune et trop confiant Clément Fournil, au cours d'une croisière en mer sur le yacht d'Émile Fréchisse. Une jeune détective, Marianne, fait incognito partie de l'équipage. Grâce à elle, Fournil s'en tire sans encombre, et décide d'épouser la jeune femme.

## Fiche technique
- Titre : Croisière pour l'inconnu
- Réalisation : Pierre Montazel
- Scénario : d'après le roman de Georges Vidal, L'aventure est à bord
- Adaptation et dialogues : Pierre Montazel, Maurice Griffe
- Assistant réalisateur : Marcel Camus
- Images : Philippe Agostini
- Musique : Hubert Rostaing
- Décors : Robert-Jules Garnier
- Son : Jacques Lebreton
- Montage : Marguerite Houllé-Renoir
- Production : Gaumont
- Directeurs de production : Charles-Félix Tavano, Jean Goiran
- Genre : Comédie
- Pays de production : France
- Format : Noir et blanc - 35 mm - 1,37:1
- Durée : 90 minutes
- Date de sortie :
  - France : 1er septembre 1948

## Distribution

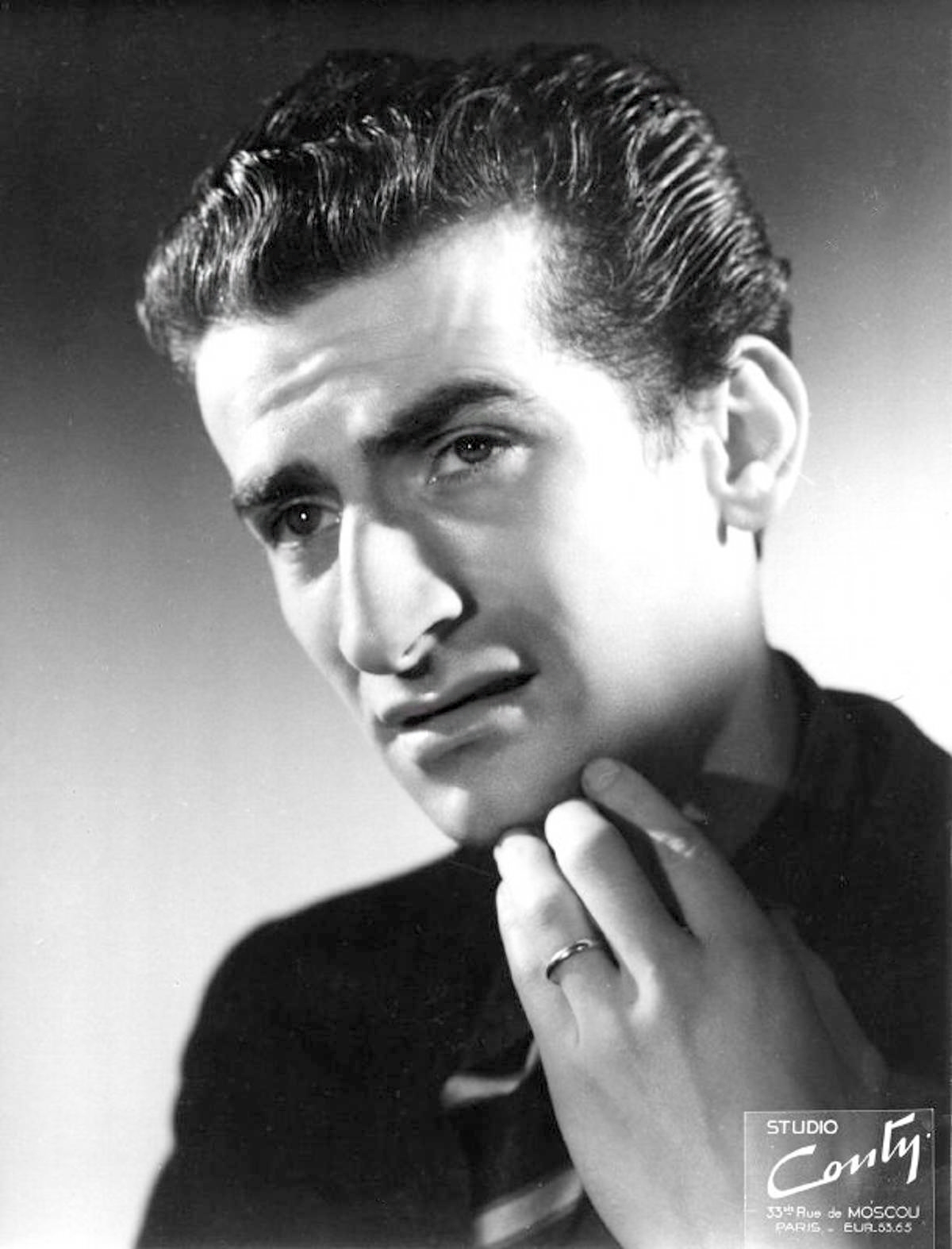
Premier film où Louis de Funès est crédité au générique.

- Sophie Desmarets : Marianne Fabre alias détective Barral
- Claude Dauphin : Clément Fournil
- Pierre Brasseur : Émile Fréchisse
- Noël Roquevert : Kohlman
- Albert Rémy : Albert
- Albert Michel : le Bosco
- Henri Crémieux : le commissaire
- Louis de Funès : le cuistot du yacht
- Renaud Mary : le sous-directeur
- René Berthier : Fleuret
- Paul Ollivier : le maire
- Edmond Ardisson : un inspecteur
- Émile Drain : un actionnaire
- Charles Camus : un actionnaire
- Lucien Hector : un actionnaire
- Danièle Delorme
- Colette Mareuil
- Maurice Régamey
- Philippe Olive
- Huguette Doriane
- Raymond Soukoff
- Joe Davray
- Richard Flagey